# Charles Marcel Avril de Pignerolles
Pour les articles homonymes, voir Avril (homonymie).
Charles Marcel Avril de Pignerolles est un peintre du néo-classicisme français, né le 21 décembre 1813 à Angers et mort le 31 mai 1887 à Meslay-du-Maine au Château des Arcis.

## Biographie
Il est le neveu d'Arsène Avril de Pignerolles, député ultra-royaliste de la Mayenne, dont il reçoit le Château des Arcis.

### Carrière militaire
Il est admis à l'École de Saint-Cyr en 1830. Cependant, il arrête immédiatement sa carrière militaire pour ne pas prêter serment au régime de la monarchie de Juillet. Il prend part comme son oncle à la Chouannerie de 1832. Il est condamné à mort, mais gracié.
Il est reçu chevalier de la Légion d'honneur le 10 décembre 1849 pour sa conduite et une blessure reçue en juin 1848 à Paris. Marié en 1850 à Mlle Alice de Fougères, le seul fils du couple leur a été enlevé prématurément le 5 février 1895.

### Peintre
Il s'est fait principalement connaître comme peintre. Élève de Léon Cogniet et d'Eugène Devéria, il adopte le genre historique et a laissé surtout des études et des tableaux exécutés pendant un séjour prolongé en Italie, comme : 
- Pèlerinage de Lorette (Salon de 1848), huile sur toile, 181 x 278,5 cm  actuellement au Musée des Beaux-Arts d'Orléans[3];
- La Fiancée d'Alvito, récompensé d'une médaille de vermeil au Salon de Bruxelles de 1848[4] ;
- Une Gondole vénitienne (1850) ;
- Un Concert au Lido, en original au Musée des Beaux-Arts d'Angers , puis gravé (1851) ;
- Scène d'inondation dans la campagne romaine (1855), qui obtint une grande médaille d'or ;
- Souvenirs de Naples (1855) ;
- Raphaël faisant le portrait de Catherine d'Aragon (1856), qui a été gravé ;
- Les Petites Vendanges (1863), acquis par l'État ;
- Le Chemin de Croix de la Cathédrale d'Angers (1852).
- Les Châteaux de Chanzeaux, de la Jemmeraie, les hôtels de la Boissière, de Toulgouet, de Molinet

## Distinctions
- Chevalier de la Légion d'honneur (1828)